# Notte al museo - Il segreto del faraone
Notte al museo - Il segreto del faraone (Night at the Museum: Secret of the Tomb) è un film del 2014 diretto da Shawn Levy e vede protagonisti Ben Stiller, Robin Williams e Dan Stevens. È il terzo capitolo della serie iniziata con Una notte al museo (2006) e proseguita con Una notte al museo 2 - La fuga (2009).
L'edizione home video è stata distribuita con il titolo Una notte al museo 3 - Il segreto del faraone.

## Trama
Il film inizia nel momento in cui viene ritrovata la tavola di Ahkmenrah durante una spedizione egizia nel 1938. Il ritrovamento è del tutto fortuito e merito di "C.J.", il figlio del capo spedizione.
Ai giorni nostri, Larry Daley continua a lavorare al Museo di storia naturale di New York, ma è tenuto in gran conto dal direttore, tanto da organizzare un'apertura notturna, con le attrazioni vive, in occasione di un enorme restauro del museo. Suo figlio Nick è cresciuto, ora è un adolescente con velleità da DJ, che non intende proseguire gli studi al college.
La tavola di Ahkmenrah, tuttavia, sta iniziando a corrodersi in modo strano, e questo fa comportare in modo irrazionale i personaggi, che inconsapevolmente diventano aggressivi durante la presentazione, mandandola a monte. Larry scopre che la spedizione che ritrovò la tavola era guidata dal dottor Fredericks, e capisce che il figlio "C.J." è Cecil, uno dei tre guardiani che ha sostituito: costui, che non serba alcun rancore per averlo mandato in prigione, gli narra della paura degli autoctoni nel portar via la tavola magica. Ahkmenrah spiega a Larry che suo padre potrebbe sapere come risolvere il problema, ma è conservato al British Museum di Londra. Larry convince il direttore a spedire Ahkmenrah e la tavola a Londra, tentando di convincerlo del potere dell'oggetto.
A Londra, Larry, arrivato assieme al figlio Nick, conosce Tilly, guardiana del museo annoiata dal suo lavoro. Una volta entrati, Larry scopre che Ahkmenrah si è portato dietro Roosevelt, Sacajawea, la scimmia Dexter, Attila, Ottavio, Jedediah e Lè, un nuovo neanderthaliano terribilmente somigliante a Larry e che tenta di imitarlo in tutto (anche il nome: Lè è la scopiazzatura autoassegnatasi del nome Larry). Lè, fortunatamente, viene lasciato a sorvegliare fintamente una porta.
Cercando l'ala egizia, il gruppo si scontra con lo scheletro di un triceratopo, agilmente sconfitto da un cavaliere in armatura: è Lancillotto. Tutte le opere del British Museum si sono risvegliate per la prima volta, quindi non hanno la coscienza di essere effigi o statue di cera.
Il gruppo perde Jedediah e Ottavio, che finiscono in una rappresentazione di Pompei, con tanto di eruzione vulcanica, ma vengono salvati da Dexter, mandato alla loro ricerca, mentre intanto Lancillotto tenta di convincere Nick a seguire i suoi sogni. Dopo essersi tutti assicurati che Jedediah e Ottavio sono salvi, Lancillotto saluta il gruppo.
Finalmente Larry e gli altri raggiungono l'ala egizia, dove Merenkahre e Shepseheret, genitori di Ahkmenrah e Kahmunrah, raccontano la storia della tavola: fu forgiata convogliando i poteri di Khonsu, dio della luna, ed è in grado di riportare in vita le persone: tuttavia essa funziona finché è esposta alla luce lunare ma, essendo chiusa in una teca da troppo tempo, il suo potere sta per svanire. La soluzione è riesporla alla luna, ma si frappone Lancillotto, convinto di essere reale e non una statua, e che la tavola sia il Sacro Graal: intende rubarla per portarla a Camelot. Il cavaliere scappa dal museo, mentre Tilly, insospettita dalla presenza di Lè, blocca anche Larry rinchiudendoli nella cucina dei custodi. Lè però apre la porta con una testata, mentre Nick e Attila bloccano Tilly in guardiola; e il gruppo si raduna, anche se le statue viventi iniziano a diventare sempre più rigide. Lè viene incaricato di bloccare Tilly in guardiola, innamorandosene.
Lancillotto scappa per Londra a cavallo, spargendo la magia della tavola e animando le statue, e raggiunge una rappresentazione del musical Camelot, irrompendo sul palcoscenico: qui Hugh Jackman e Alice Eve gli dicono che nulla è reale (intendendo la rappresentazione teatrale) e Lancillotto va su tutte le furie, scappando irato. Il gruppo lo raggiunge ma i personaggi stanno per morire, Larry spiega a Lancillotto la realtà sulla tavola. Quando anche Dexter sta per morire, il cavaliere comprende che Larry non desiderava la tavola, ma era spinto dal più nobile intento di salvare gli amici. La tavola viene messa a posto ed esposta alla luce lunare, e tutti rinvengono.
Il gruppo torna al museo e viene deciso di lasciare Ahkmenrah lì, coi suoi genitori, assieme alla tavola. Recuperato Lè, Larry annuncia a Tilly che dalla notte successiva il suo lavoro sarà molto più bello. Il gruppo torna a New York e dopo una serie di addii, i personaggi si tramutano per sempre in statue.
Larry capisce che è importante lasciare che Nick, ormai non più un bambino, faccia le sue scelte.
Tre anni dopo, una mostra itinerante britannica porta Tilly a New York assieme ai reperti inglesi: la donna incontra il direttore, il quale le spiega che Larry ha ripreso a studiare, si è laureato e ora insegna. Riattivata la tavola, finalmente il direttore si convince dei suoi poteri magici e tutti i reperti festeggiano assieme, mentre Larry osserva la scena dall'esterno del Museo.

## Produzione
La 20th Century Fox dopo il successo dei primi due film già dal gennaio del 2010 stava progettando il terzo film della serie e aveva chiesto a Thomas Lennon di scrivere la sceneggiatura. Nell'ottobre 2011 Ben Stiller diede la conferma dell'avvio del terzo film della serie, che arriverà nel 2012 nelle sale americane e nel 2013 in quelle europee. Nel febbraio 2012 il regista Shawn Levy aveva già dato la sua disponibilità a dirigere il film.
Dopo l'annuncio di Levy alla regia, cominciarono a circolare voci secondo cui le riprese del film sarebbero cominciate ad agosto 2012. Il 5 maggio 2012 la produzione ufficializzò il ritorno di Ben Stiller e Ricky Gervais che torneranno a interpretare i rispettivi ruoli, mentre il 10 luglio 2012 Dan Stevens firmò per interpretare Lancillotto, una new entry della serie. Successivamente i produttori confermarono che le riprese sarebbero iniziate tra l'inverno 2012 e la primavera 2013, e che quindi la pellicola sarebbe arrivata nelle sale statunitensi entro la fine del 2013, e nei primi mesi del 2014 in Europa.
Nel mese di febbraio 2013 venne confermato che Shawn Levy avrebbe diretto il film, mentre le riprese slittarono a causa dell'indecisa partecipazione al film di Robin Williams, che ancora non sapeva se accettare o meno il ruolo. Riguardo all'inizio delle riprese si vociferava che sarebbero cominciate ad ottobre del 2013, ma il 10 settembre 2013 venne confermato che le riprese incominceranno a febbraio 2014 tra Vancouver e Londra. Il 18 dicembre 2013 venne ufficializzato il ritorno di Robin Williams, mentre a gennaio 2014 completarono il cast Ben Kingsley, nel ruolo del padre di Akmenrah e Skyler Gisondo, che interpreterà Nick Daley, il figlio di Larry.
Il 7 maggio 2014 la 20th Century Fox ha rivelato il titolo del film ma non la trama e il 30 luglio ha diffuso il primo trailer del film.
Alla fine dei titoli di coda vengono ricordati Mickey Rooney (al suo ultimo film) e Robin Williams deceduti rispettivamente il 6 aprile 2014 e l'11 agosto 2014.

## Distribuzione
Il film è stato distribuito il 19 dicembre 2014 negli Stati Uniti e Regno Unito e il 28 gennaio 2015 in Italia.

### Edizione italiana
Il doppiaggio italiano, diretto come per i precedenti capitoli da Fiamma Izzo, vede il ritorno della maggior parte dei doppiatori dei precedenti capitoli, con alcune eccezioni. Gilberta Crispino riprende il ruolo di Sacajawea su cui era stata sostituita nel secondo film; il defunto Glauco Onorato viene sostituito da Bruno Alessandro su Cecil e Elio Pandolfi da Carlo Reali su Gus. Ottavio cambia per la terza volta voce, passando da Massimo Corvo all'attore Ricky Memphis. 
Viene inoltre riconfermato Manuel Meli nel ruolo di Nicky nonostante il cambio di attore.
Rossa Caputo e Francesco Venditti si aggiungono al cast nei nuovi ruoli di Tilly e Lancillotto.

## Accoglienza

### Incassi
Con un budget stimato in 127 milioni di dollari, il film ha incassato 113746621 $ in Nord America e 249 458 014 $ nel resto del mondo, per un totale di 363 204 635 $. È quindi il film che ha incassato meno nella trilogia.

### Critica
Come i 2 predecessori il film è stato accolto da recensioni miste da parte della critica, anche se leggermente più positive. 
Sul sito Rotten Tomatoes ottiene il 48% delle recensioni professionali positive, basata su 104 recensioni, con una media voto del 5/10. Su Metacritic ottiene 47 punti su 100, basato su 33 critiche.

## Riconoscimenti
- 2015 – Kids' Choice Awards[21]
  - Miglior attore a Ben Stiller
- 2015 – Teen Choice Awards[22]
  - Candidatura Miglior film commedia
  - Candidatura Miglior attore in un film commedia a Ben Stiller
- 2015 – Golden Trailer Awards
  - Candidatura Miglior poster teaser
- 2016 - Russian National Movie Awards
  - Nomination Miglior commedia straniera dell'anno
- 2015 – International Film Music Critics Award
  - Candidatura Miglior colonna sonora per un film commedia ad Alan Silvestri

## Sequel
Un film d'animazione sequel, intitolato La vendetta di Kahmunrah, è stato pubblicato il 9 dicembre 2022 su Disney+.